# Трестянка (приток Лужонки)
Трестянка — река в России, протекает по Демянскому району Новгородской области. Устье реки находится у деревни Ильина Нива Ямникского сельского поселения в 15 км по левому берегу реки Лужонка. Длина реки составляет 14 км.
Примерно в 2 км от устья слева впадает Смородинка.
По берегам реки стоят деревни Ямникского сельского поселения (до 2010 года Черноручейского сельского поселения): Красея, Лужно.
Система водного объекта: Лужонка → Полометь → Пола → Ильмень → Волхов → Ладожское озеро → Нева → Балтийское море.

## Данные водного реестра
По данным государственного водного реестра России относится к Балтийскому бассейновому округу, водохозяйственный участок реки — Ловать и Пола, речной подбассейн реки — Волхов. Относится к речному бассейну реки Нева (включая бассейны рек Онежского и Ладожского озера).
Код объекта в государственном водном реестре — 01040200312102000022462.